# 5004 Bruch
5004 Bruch (1988 RR3) là một tiểu hành tinh vành đai chính được Freimut Börngen phát hiện ngày 8 tháng 9 năm 1988 tại Tautenburg. Nó được đặt theo tên của Albert Bruch là một nhà thiên văn học người Đức.